# El campo
El campo es una película argentina dirigida por Hernán Belón y protagonizada por Leonardo Sbaraglia, Dolores Fonzi y Matilda Manzano. Fue estrenada el 3 de mayo de 2012.

## Sinopsis
Un matrimonio con una hija chiquita se va a vivir al campo, a una casa derruida que planean reacondicionar. En ese ambiente ajeno y solitario, empiezan a surgir conflictos en la pareja.

## Reparto
- Leonardo Sbaraglia como Santiago
- Dolores Fonzi como Elisa
- Matilda Manzano como Matilda
- Pochi Ducasse como Odelsia
- Juan Villegas como Alberto
- Javier Volá como Playero
- Rodolfo Benegas como Mozo